# Pithapuram
Pithapuram fou un estat tributari protegit del tipus zamindari, a l'antic districte de Godavari (Andhra Pradesh) amb una superfície de 992 km² en gran part al tahsil de Pithapuram i a la taluka de Cocanada, amb 168 ciutats i pobles; el riu principal era el Lora (una paraula pashtu que vol dir canal). La població el 1901 era de 280.317 habitants. La capital era Pithapuram.
El sultà de Golconda va subjugar el districte de Godavari vers 1572 i les parganes de Selapaka, Cocanada, i Prolunadu (el territori a l'entorn de Pithapuram) van ser constituïdes en hisenda i divisió fiscal i foren l'embrió del futur zamindari. El 1647 a causa del fet que el propietari tenia deutes, foren transferides a un altre propietari de nom Ravu Chandra Rayanam, un favorit de la cort, que era de casta velama i del que la casa reial actual descendeix. Se li va permetre arranjar el fort de Pithapuram, que en endavant va esdevenir la residència familiar. L'estat va aprofitar les lluites pel poder al Dècan per evitar pagar el tribut, però el 1724 va compartir la sort d'altres i va passar sota sobirania del nizam; el raja (sarlashkar) Rustam Khan va expulsar a diversos zamindars i va annexionar els seus dominis; a la mort de Rustam es va seguir la mateixa política però vers el 1742 finalment els antics propietaris foren restaurats. Pithapuram va participar poc en al lluita entre francesos i anglesos. Un conflicte amb el veí zamindari de Peddapuram va portar a l'ocupació per la Companyia Britànica de les Índies Orientals del fort de Samalkot el 1764, però per la resta l'estat va sortir indemne i sencer del període de lluites; el 1787 era un dels millors cultivats. El zamindar recaptava duanes i tenia el dret exclusiu de fabricar i vendre sal a tot el sarkar de Rajahmundry; disposava d'una petita força militar just per forçar la recaptació que generalment es pagava en efectiu. El 1802 l'estat es va organitzar de manera permanent; el 1827 s'hi van afegir territoris per compra; en aquest any el raja era un menor i la Court of Wards va agafar l'administració; igual que altres estats de la regió va passar un període difícil i de depressió; el 1844 havia caigut en deutes; per recuperar-se es van haver de vendre las parts darrerament comprades i així quan el raja fou major d'edat se li va retornar lliure de deutes; va tornar més tard a control de la Court of Wards per una nova minoria.
Les principals ciutats eren Cocanada, Samalkot i Pithapuram. Coninga fou abans un centre de comerç però a l'inici del segle XX estava en gran decadència.
El tahsil de Pithapuram estava format per la meitat del zamindari amb una superfície de 495 km² i una població de 84.089 habitants el 1901. Pithapuram, ciutat del zamindari, era capital del tahsil i tenia 13.220 habitants el 1901, estant situada a uns 15 km de Cocanada; el zamindar hi tenia la residència principal. Hi havia altres 48 pobles.

## Llista de rages
- Rao Chandra Rayanan 1647-1679
- Nayani Madhavarao 1679-1704
- Successor 1704-1710
- Madhavarayalu 1710-1755
- Successors 1755-1827
- Rao Venkata Suria Rao Garu 1827-1850
- Sri Raja Rao Venkata Mahipati Gangadhara Rama Rao Bahadur Garu 1850-1890 (coronat 1877)
- Sri Raja Rao Venkata Kumara Mahipati Surya Rao Bahadur Garu 1890-? (coronat 1918)
- R.V.M.G. Ramarau Yuvaraj ?-1955 (+1961)